# 木下洋子
木下 洋子（きのした ようこ）は、日本の映像作家、アニメーター。愛知県出身。
主に、NHKの音楽番組『みんなのうた』、『おかあさんといっしょ』などのアニメーションを制作している。

## 作品一覧

### みんなのうた
◆は、5分間1曲枠の楽曲（ロングのうた）。
- 天下無敵のゴーヤーマン☆ / ガレッジセール（2001年10月・11月放送）
- 幸せきょうりゅう音頭 / おどる♥11（2002年6月・7月放送）
- ありがとう〜こころのバラ〜 / マイク眞木（2006年8月・9月放送）
- 僕らのヒーロー / 郷ひろみ（2010年6月・7月放送）
- てんとうむし / ワタナベフラワー（2012年2月・3月放送）
- りふじんじん / はやぶさ（2016年4月・5月放送）
- 夢の途中で / 池田綾子（2017年8月・9月放送）◆
- 大丈夫 / ベリーグッドマン（2019年6月・7月放送）
- 宝さがし / BONNIE PINK（2022年6月・7月放送）